# Джеки
Джакомо (Джеки) Русо (на италиански: Geki е бивш пилот от Формула 1.
Роден на 23 октомври 1937 г. в Милано, Италия.

## Формула 1
Джеки прави своя дебют във Формула 1 в Голямата награда на Италия през 1964 г. В световния шампионат записва 3 състезания като не успява да спечели точки, състезава се за отборите на Роб Уокър Рейсинг тим и Лотус.